# جورج اندروز (بازیکن فوتبال)
جورج اندروز (انگلیسی: George Andrews؛ زادهٔ ۲۳ آوریل ۱۹۴۲) بازیکن فوتبال اهل بریتانیا است.
از باشگاه‌هایی که در آن بازی کرده‌است می‌توان به باشگاه فوتبال کاردیف سیتی، باشگاه فوتبال لوتون تاون، باشگاه فوتبال ساوتپورت، باشگاه فوتبال ووستر سیتی، باشگاه فوتبال والسال، و باشگاه فوتبال شروزبری تاون اشاره کرد.